# Сакамото Масатака
Сакамото Масатака (яп. 坂本將貴; нар. 24 лютого 1978, Сайтама, Сайтама, Японія) — японський футболіст, півзахисник.

## Життєпис
Народився 24 лютого 1978 року в місті Сайтама з однойменної префектури. У 2000 році, по завершенні навчання в Японському університеті спортивної науки в Сайтамі, перейшов до клубу Джей-ліги 1 «ДЖЕФ Юнайтед». З літа 2001 року став основним правим півзахисником команди, окрім цього виступав й на позиції опорного півзахисника. З 2004 по 2006 рік зіграв у всих матчах національного чемпіонату, за винятком одного, який пропускав через дискваліфікацію. Разом з командою двічі почпіль вигравав Кубок Джей-ліги (2005, 2006). У 2007 році перейшов до «Альбірекс Ніїґата». Зіграв 34 матчі за команду на позиції лівого флангового нападника та лівого півзахисника. У 2008 році повернувся до «ДЖЕФ Юнайтед». Зіграв значну кількість матчів на позиції правого флангового нападника. Проте в 2010 році клубі вперше у власній історії вилетів до Джей-ліги 2. З 2010 року почав отримувати менше ігрової практики, тому в 2012 році вирішив завершити кар'єру гравця. Після закінчення кар'єри футболіста продовжив роботу в структурі клубу. Планувалося, що з 2020 року він очолить першу команду.

## Статистика виступів

### Клубна
| Клубні виступи    | Клубні виступи      | Клубні виступи    | Ліга  | Ліга | Кубок Імператора | Кубок Імператора | Кубок Джей-ліги | Кубок Джей-ліги | Загалом | Загалом |
| Сезон             | Клуб                | Ліга              | Матчі | Голи | Матчі            | Голи             | Матчі           | Голи            | Матчі   | Голи    |
| ----------------- | ------------------- | ----------------- | ----- | ---- | ---------------- | ---------------- | --------------- | --------------- | ------- | ------- |
| 2000              | «ДЖЕФ Юнайтед»      | Джей-ліга 1       | 0     | 0    | 0                | 0                | 0               | 0               | 0       | 0       |
| 2001              | «ДЖЕФ Юнайтед»      | Джей-ліга 1       | 19    | 3    | 3                | 0                | 4               | 0               | 26      | 3       |
| 2002              | «ДЖЕФ Юнайтед»      | Джей-ліга 1       | 30    | 1    | 4                | 0                | 7               | 0               | 41      | 1       |
| 2003              | «ДЖЕФ Юнайтед»      | Джей-ліга 1       | 30    | 1    | 3                | 1                | 2               | 0               | 35      | 2       |
| 2004              | «ДЖЕФ Юнайтед»      | Джей-ліга 1       | 29    | 1    | 1                | 0                | 4               | 0               | 34      | 1       |
| 2005              | «ДЖЕФ Юнайтед»      | Джей-ліга 1       | 34    | 2    | 2                | 0                | 11              | 0               | 47      | 2       |
| 2006              | «ДЖЕФ Юнайтед»      | Джей-ліга 1       | 34    | 1    | 1                | 0                | 11              | 3               | 46      | 4       |
| 2007              | «Альбірекс Ніїґата» | Джей-ліга 1       | 34    | 2    | 1                | 1                | 6               | 0               | 41      | 3       |
| 2008              | «ДЖЕФ Юнайтед»      | Джей-ліга 1       | 32    | 1    | 0                | 0                | 8               | 0               | 40      | 1       |
| 2009              | «ДЖЕФ Юнайтед»      | Джей-ліга 1       | 33    | 1    | 2                | 0                | 6               | 0               | 41      | 1       |
| 2010              | «ДЖЕФ Юнайтед»      | Джей-ліга 2       | 21    | 0    | 1                | 0                | -               | -               | 22      | 0       |
| 2011              | «ДЖЕФ Юнайтед»      | Джей-ліга 2       | 22    | 0    | 2                | 0                | -               | -               | 24      | 0       |
| 2012              | «ДЖЕФ Юнайтед»      | Джей-ліга 2       | 9     | 0    | 1                | 0                | -               | -               | 10      | 0       |
| Усього за кар'єру | Усього за кар'єру   | Усього за кар'єру | 327   | 13   | 21               | 2                | 59              | 3               | 407     | 18      |

## Досягнення
«ДЖЕФ Юнайтед»
- Кубок Джей-ліги
  -  Володар (2): 2005, 2006